# Otto Jaekel

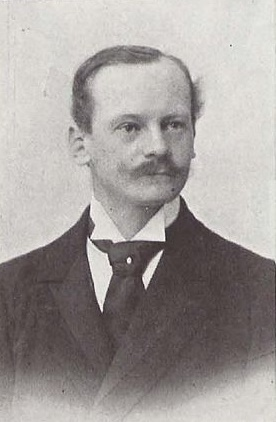

Otto Max Johannes Jaekel (ur. 21 lutego 1863 w Nowej Soli (Neusalz), zm. 6 marca 1929 w Pekinie) – niemiecki geolog i paleontolog.

## Życiorys
Otto Jaekel studiował w Legnicy (wówczas Liegnitz) geologię i paleontologię. Po ukończeniu studiów w 1883 przeniósł się do Wrocławia (Breslau) i studiował pod kierunkiem Ferdinanda Roemera do 1885. W 1886 na Uniwersytecie w Monachium uzyskał promocję od Karla von Zittela. Od 1887 do 1889 był asystentem Ericha Wilhelma Beneckego w Instytucie Geologiczno-Paleontologicznym Uniwersytetu w Strasburgu, a od 1894 profesorem w Berlinie, jak również kustoszem w Muzeum Geologiczno-Paleontologicznym. W 1903 Jaekel przeniósł się na Uniwersytet Wiedeński. Od 1906 do 1928 był profesorem Uniwersytetu w Greifswaldzie, gdzie założył Niemieckie Towarzystwo Paleontologiczne w 1912. W 1914 opisał drugi gatunek plateozaura – Plateosaurus longiceps. W 1922 wstąpił do Corps Guestfalia Greifswald. Po przejściu na emeryturę na Uniwersytecie w Greifswaldzie Jaekel przyjął stanowisko na Uniwersytecie im. Sun Jat-sena w Kantonie. Po nagłej chorobie zmarł w niemieckim szpitalu w Pekinie w 1929 roku.
Specjalizował się w paleontologii kręgowców, jednak 27 jego prac dotyczyło szkarłupni.